# Bašnice
Obec Bašnice (německy Baschnitz) se nachází v okrese Jičín, kraj Královéhradecký. Žije zde 218 obyvatel.

## Historie
První písemná zmínka o obci pochází z roku 1318.
Právo užívat znak a vlajku bylo obci uděleno rozhodnutím Poslanecké sněmovny Parlamentu České republiky dne 31. května 2005.

## Obyvatelstvo
| Rok            | 1869 | 1880 | 1890 | 1900 | 1910 | 1921 | 1930 | 1950 | 1961 | 1970 | 1980 | 1991 | 2001 | 2011 | 2021 |
| -------------- | ---- | ---- | ---- | ---- | ---- | ---- | ---- | ---- | ---- | ---- | ---- | ---- | ---- | ---- | ---- |
| Počet obyvatel | 321  | 446  | 458  | 390  | 429  | 418  | 396  | 323  | 285  | 288  | 259  | 209  | 197  | 188  | 203  |
| Počet domů     | 54   | 66   | 68   | 70   | 72   | 73   | 76   | 90   | 79   | 82   | 67   | 84   | 84   | 87   | 77   |

## Obecní správa a politika
Obec se člení na dvě základní sídelní jednotky: Bašnice a Zvínovská. Od 30. dubna 1976 do 23. listopadu 1990 k obci patřily Bříšťany, Milovice u Hořic a Petrovičky.
V letech 2010–2014 byl starostou Miloslav Zamouřil, od roku 2014 funkci vykonává Martin Frýdl.

## Významní rodáci
- Václav Kolář (1841–1900), architekt